# Agrostis arenosa
Agrostis arenosa é uma espécie de gramínea do gênero Agrostis, pertencente à família Poaceae.